# Julie Dufour
Julie Dufour (Valenciennes, 29 maggio 2001) è una calciatrice francese, centrocampista offensiva dell'Angel City e della nazionale francese.
Ha giocato in varie formazioni delle nazionali giovanili francesi, facendo parte della selezione under 19 che ha vinto il campionato europeo 2019 di categoria.

## Carriera

### Club
Dufour si avvicina al calcio fin da giovanissima, iniziando la carriera nel 2010 con il Fenain, dove rimane fino al 2013 per trasferirsi all'Escaudain, sua prima squadra interamente femminile, con la quale gioca tre stagioni a livello giovanile.
Nel 2016 passa al Lilla, club che aveva deciso di istituire la sua sezione femminile l'anno prima. Dufour ha inizialmente giocato nelle giovanili per essere aggregata, dalla stagione 2017-2018, alla prima squadra, che disputa la Division 1 Féminine, livello di vertice del campionato francese. Alla guida del tecnico Jérémie Descamps fa il suo debutto in D1, appena sedicenne, il 15 ottobre 2017, alla 6ª giornata di campionato, rilevando Ludivine Bultel al 70' dell'incontro casalingo pareggiato 1-1 con l'Olympique Marsiglia. Nel corso della stagione ha disputato cinque partite di campionato, scesa da titolare nella 9ª giornata nella sconfitta esterna per 1-0 con il Guingamp, condividendo con le compagne quella che, al 2023, resta il migliore risultato ottenuto dalla squadra, il 7º posto nella categoria regina del campionato francese. la stagione successiva la squadra, affidata al nuovo tecnico Dominique Carlier, si rivela molto più complicata e sebbene si riveli un'outsider in Coppa di Francia, arrivando a disputare la finale poi persa per 3-1 con l'Olympique Lione, in campionato non riuscì a staccarsi dal fondo classifica, chiudendo all'11º e penultimo posto e, di conseguenza, retrocedendo in Division 2 Féminine. Ciò nonostante per Dufour professionalmente fu una stagione positiva maturando 21 presenze partendo titolare in 13 incontri, e siglando due reti, la prima delle quali con cui, al 56', la sua squadra supera per 2-1 il Paris FC alla 12ª giornata. Rimasta legata al club per la terza stagione consecutiva, l'arrivo del nuovo tecnico Rachel Saïdi non muta la fiducia nella centrocampista che, impiegata in ruoli più offensivi è diventata leader di un giovanissimo attacco, segnando sette reti per la sua squadra, anche se non è riuscita ad aiutare il club a risalire in D1.
Tuttavia già nella primavera 2020 Dufour decide di lasciare la società per trasferirsi al Bordeaux, firmando un contratto triennale e ritrovando così la possibilità di giocare in D1 dalla stagione entrante.
Il 9 giugno 2023 il Paris FC annuncia di aver sottoscritto con Dufour con un contratto biennale che la lega al club parigino fino al giugno 2025. Durante le qualificazioni alla UEFA Women's Champions League 2023-2024, nell'ottobre 2023, ha realizzato una rete contro il Wolfsburg sia nella gara d'andata che in quella di ritorno, grazie alle quali il Paris FC ha superato il turno e raggiunto per la prima volta la fase a gironi del torneo.
Il 17 dicembre 2024 ha firmato un contratto triennale con l'Angel City, società californiana partecipante alla NWSL, la principale lega professionistica statunitense.

### Nazionale
Dufour ha fatto parte di tutte le squadre giovanili francesi dal 2017. Con la formazione under 19 ha vinto il campionato europeo di Scozia 2019. Nel novembre 2019 è stata convocata nella under 20 e il mese successivo ha partecipato al torneo Nike International Friendlies negli Stati Uniti, che ha vinto con Les Bleuettes.
Torna a vestire la maglia della nazionale, l'under 23, tra il 2021 e il 2023, marcando 11 presenze, per poi venire convocata per la prima volta, sempre nel 2023, in nazionale maggiore dal commissario tecnico Hervé Renard, inserita in rosa con la squadra che affronta il gruppo 2 della Lega A nella prima edizione della UEFA Women's Nations League. Qui Dufour fa il suo debutto il 27 ottobre 2023, partendo titolare e mettendosi in luce nella vittoria esterna per 2-1 sulla Norvegia.

## Statistiche

### Presenze e reti nei club
Statistiche aggiornate al 31 marzo 2025.
| Stagione        | Squadra         | Campionato      | Campionato | Campionato | Coppe nazionali | Coppe nazionali | Coppe nazionali | Coppe continentali | Coppe continentali | Coppe continentali | Altre coppe | Altre coppe | Altre coppe | Totale | Totale |
| Stagione        | Squadra         | Comp            | Pres       | Reti       | Comp            | Pres            | Reti            | Comp               | Pres               | Reti               | Comp        | Pres        | Reti        | Pres   | Reti   |
| --------------- | --------------- | --------------- | ---------- | ---------- | --------------- | --------------- | --------------- | ------------------ | ------------------ | ------------------ | ----------- | ----------- | ----------- | ------ | ------ |
| 2017-2018       | Lilla           | D1              | 5          | 0          | CF              | -               | -               | -                  | -                  | -                  | -           | -           | -           | 5      | 0      |
| 2018-2019       | Lilla           | D1              | 21         | 2          | CF              | 4               | 0               | -                  | -                  | -                  | -           | -           | -           | 25     | 2      |
| 2019-2020       | Lilla           | D2              | 14         | 7          | CF              | 3               | 1               | -                  | -                  | -                  | -           | -           | -           | 17     | 8      |
| Totale Lilla    | Totale Lilla    | Totale Lilla    | 40         | 9          | -               | 7               | 1               | -                  | -                  | -                  | -           | -           | -           | 47     | 10     |
| 2020-2021       | Bordeaux        | D1              | 16         | 1          | CF              | 1               | 0               | -                  | -                  | -                  | -           | -           | -           | 17     | 1      |
| 2021-2022       | Bordeaux        | D1              | 20         | 1          | CF              | 1               | 0               | UWCL               | 2                  | 0                  | -           | -           | -           | 23     | 1      |
| 2022-2023       | Bordeaux        | D1              | 21         | 1          | CF              | 3               | 0               | -                  | -                  | -                  | -           | -           | -           | 24     | 1      |
| Totale Bordeaux | Totale Bordeaux | Totale Bordeaux | 57         | 3          |                 | 7               | 7               |                    | -                  | -                  |             | -           | -           | 64     | 10     |
| 2023-2024       | Paris FC        | D1              | 20+2       | 7          | CF              | 4               | 1               | UWCL               | 9                  | 7                  | -           | -           | -           | 35     | 15     |
| lug.-dic. 2024  | Paris FC        | PL              | 11         | 6          | CF              | 0               | 0               | UWCL               | 4                  | 2                  | -           | -           | -           | 15     | 8      |
| Totale Paris FC | Totale Paris FC | Totale Paris FC | 33         | 13         |                 | 4               | 1               |                    | 13                 | 9                  |             | -           | -           | 50     | 23     |
| 2025            | Angel City      | NWSL            | 3          | 0          | -               | -               | -               | -                  | -                  | -                  | -           | -           | -           | 3      | 0      |
| Totale carriera | Totale carriera | Totale carriera | 133        | 25         | -               | 18              | 9               | -                  | 13                 | 9                  | -           | -           | -           | 145    | 36     |

### Cronologia presenze e reti in nazionale
| Cronologia completa delle presenze e delle reti in nazionale ― Francia | Cronologia completa delle presenze e delle reti in nazionale ― Francia | Cronologia completa delle presenze e delle reti in nazionale ― Francia | Cronologia completa delle presenze e delle reti in nazionale ― Francia | Cronologia completa delle presenze e delle reti in nazionale ― Francia | Cronologia completa delle presenze e delle reti in nazionale ― Francia | Cronologia completa delle presenze e delle reti in nazionale ― Francia | Cronologia completa delle presenze e delle reti in nazionale ― Francia |
| Data                                                                   | Città                                                                  | In casa                                                                | Risultato                                                              | Ospiti                                                                 | Competizione                                                           | Reti                                                                   | Note                                                                   |
| ---------------------------------------------------------------------- | ---------------------------------------------------------------------- | ---------------------------------------------------------------------- | ---------------------------------------------------------------------- | ---------------------------------------------------------------------- | ---------------------------------------------------------------------- | ---------------------------------------------------------------------- | ---------------------------------------------------------------------- |
| 27-10-2023                                                             | Oslo                                                                   | Norvegia                                                               | 0 – 1                                                                  | Francia                                                                | UEFA Women's Nations League 2023-2024 - Fase a gironi                  | -                                                                      | 71’                                                                    |
| 31-10-2023                                                             | Reims                                                                  | Francia                                                                | 0 – 0                                                                  | Norvegia                                                               | UEFA Women's Nations League 2023-2024 - Fase a gironi                  | -                                                                      | 63’                                                                    |
| 1-12-2023                                                              | Rennes                                                                 | Francia                                                                | 3 – 0                                                                  | Austria                                                                | UEFA Women's Nations League 2023-2024 - Fase a gironi                  | -                                                                      | 76’                                                                    |
| 5-12-2023                                                              | Leiria                                                                 | Portogallo                                                             | 0 – 1                                                                  | Francia                                                                | UEFA Women's Nations League 2023-2024 - Fase a gironi                  | -                                                                      | 90’                                                                    |
| 28-2-2024                                                              | Siviglia                                                               | Spagna                                                                 | 2 – 0                                                                  | Francia                                                                | UEFA Women's Nations League 2023-2024 - Fase a gironi                  | -                                                                      | 77’                                                                    |
| 16-7-2024                                                              | Cork                                                                   | Irlanda                                                                | 3 – 1                                                                  | Francia                                                                | Qual. Euro 2025                                                        | -                                                                      | 70’                                                                    |
| 25-10-2024                                                             | Montbéliard                                                            | Francia                                                                | 3 – 0                                                                  | Giamaica                                                               | Amichevole                                                             | -                                                                      | 75’                                                                    |
| 29-10-2024                                                             | Ginevra                                                                | Svizzera                                                               | 2 – 1                                                                  | Francia                                                                | Amichevole                                                             | -                                                                      | 82’                                                                    |
| Totale                                                                 |                                                                        | Presenze                                                               | 8                                                                      |                                                                        | Reti                                                                   | 0                                                                      |                                                                        |

## Palmarès

### Nazionale
- Campionato d'Europa under 19: 1

2019